# Maksymilian Szuleka
Maksymilian Szuleka (ur. 14 sierpnia 1992) – polski siatkarz występujący na pozycji przyjmującego. Od sezonu 2011/12 zawodnik AZS Politechnika Warszawska.

## Kariera

### Kariera klubowa
Pierwszym klubem Szuleki był ZS 5 Wołomin / Junior Stolarka Wołomin. Pierwszym sukcesem zawodnika był złoty medal w Mazowieckich Igrzyskach Młodzieży Szkolnej.
Kolejnym klubem był Joker Rodło Piła, z którym grał w rozgrywkach III ligi oraz w Pucharze Polski. Reprezentując barwy Jokera zdobył Mistrzostwo Wielkopolski juniorów w siatkówce. W 2010 roku zdobył srebrny medal Mistrzostw Polski Juniorów a w 2011 brązowy medal Mistrzostw Polski Juniorów. Ponadto, w parze z klubowym kolegą Szymonem Kubisiem zajął 5. miejsce w Mistrzostwach województwa wielkopolskiego juniorów w siatkówce plażowej.
Po sezonie 2010/2011 opuścił Piłę i trafił do zespołu Młodej Ligi AZS Politechniki Warszawskiej, by w kolejnym sezonie zostać zawodnikiem drużyny ekstraklasy.